# Olympische Jugend-Sommerspiele 2014/Teilnehmer (Senegal)
| Gelbes Symbol für Goldmedaillen mit stilisierten Olympischen Ringen | Graues Symbol für Silbermedaillen mit stilisierten Olympischen Ringen | Braundes Symbol für Bronzemedaillen mit stilisierten Olympischen Ringen |
| ------------------------------------------------------------------- | --------------------------------------------------------------------- | ----------------------------------------------------------------------- |
| —                                                                   | —                                                                     | —                                                                       |

Die Jugend-Olympiamannschaft aus Senegal für die II. Olympischen Jugend-Sommerspiele vom 16. bis 28. August 2014 in Nanjing (Volksrepublik China) bestand aus sechs Athleten.

## Athleten nach Sportarten

### Fechten
Mädchen
- Ndeye Salamita Ciss
Säbel Einzel: 13. Platz

### Judo
Jungen
- Saliou Ndiaye
Klasse bis 81 kg: 13. Platz
Mixed: 9. Platz (im Team Kerr)

### Kanu
Jungen
- Mamadou Seydou Diallo
Kajak-Einer Slalom: 9. Platz
Kajak-Einer Sprint: 9. Platz
Kanu-Einer Sprint: DNS

### Leichtathletik
Jungen
- Lansana Marico
Dreisprung: 12. Platz
8 × 100 m Mixed: 9. Platz

### Reiten
- Maeva Boyer
Springen Einzel: 15. Platz
Springen Mannschaft: 4. Platz (im Team Afrika)

### Taekwondo
Mädchen
- Mame Saye Dieng
Klasse über 63 kg: 9. Platz